# Diphasia paarmani
Diphasia paarmani is een hydroïdpoliep uit de familie Sertulariidae. De poliep komt uit het geslacht Diphasia. Diphasia paarmani werd in 1904 voor het eerst wetenschappelijk beschreven door Nutting. 